# Shimbiris
Lo Shimbiris è una montagna della Somalia, situata nella regione del Sanaag. Con la sua altitudine di 2460 metri s.l.m., rappresenta il punto più elevato del territorio della Somalia. 